# Амнис
Амнис — поселение бронзового века на севере Крита, использовалось как порт Кносса, столицы минойского царства. Амнис упоминается уже в самых ранних известных древнегреческих литературных источниках, а также в мифологии, но возник гораздо раньше, в доисторические времена. Раскопки 1932 года принесли ряд важных открытий, в том числе виллы «Дом лилий», строения, названного так по основному мотиву фресок, украшающих его стены.

## Местоположение
Амнис находится на побережье в семи километрах к востоку от Ираклиона. Это главный порт северного побережья Крита, через эту гавань происходило обновление населения Кносса. Сейчас уровень моря на три метра выше, чем в эпоху бронзового века, часть поселения затоплена и на дне видны затонувшие дома.
Название древнего города совпадало с названием реки Амнис, устье которой здесь находится. Позднее, уже в эпоху Железа, реку стали называть Каератус, и сейчас место называется Картерос. Амнисом же сейчас называют крошечный островок у устья реки. Река сезонная, и иногда она превращается в поток, который течет по ущелью Картероса из источника в горе Ида, в центре острова. С рекой связаны предания об амнисийских нимфах, 20 из которых входили в свиту Артемиды (вместе с 60 океанидами).
Между Амнисом и Кноссом, который сейчас является частью портового города, навигации нет и не было. В глубокой древности была проложена дорога, соединяющая культовые объекты. Один из них — пещера богини Илифии. В ней обнаружены были предметы неолитической культуры.

## Археология
Амнис впервые был исследован греческим археологом Спиридоном Маринатосом в 1932 году. Именно он нашёл знаменитый «Дом лилий». В двухэтажной вилле десять комнат. Её окружал мощёный двор, в зале были многосекционные двери, была кухня, молельня, ванная комната.
Расчищенный фриз второго этажа высотой 1.8 м расписан красными и белыми лилиями, изображениями мяты, ириса и папируса в горшках.
Дом сгорел в первую позднеминойскую эпоху (LMIA).

## Бронзовый век
Амнис упоминается на нескольких табличках Линейного письма Б, в основном из Кносса. Название порта пишется как a-mi-ni-so, реконструируется до греческого Amnisos. Например, на табличке Gg705, прочтённой Вентрисом и Чедвиком, написано:
«Амнис: один кувшин мёда для Илифии,
Один кувшин мёда остальным богам,
…»
здесь описано жертвоприношение от Амниса (или в Амнисе) богине деторождения, возможно происходившее в святилище, упомянутом выше. Датировка табличек из Кносса до сих пор вызывает разногласия, но очевидно, что во время поздней бронзы ими ещё пользовались. Амнис упоминается на маршруте, высеченном на постаменте статуи Аменхотепа III в Ком эль-Хеттане, как место остановки послов, отправлявшихся в Keftiu (вероятно, египтяне так называли Крит). Надпись датируется 1380 г. до н. э.
К этому времени языком общения в Кноссе, а также, с большой вероятностью, и в Амнисе уже был греческий. Джон Чедвик в первой части книги The Mycenaean World даёт краткую историческую справку: «До XV в. до н. э. на Крите жили люди, не говорившие на греческом». Они говорили на неизвестном языке, дошедшем до нашего времени в надписях Линейным письмом А, до сих пор не дешифрованном. Этот народ, названный Эвансом «минойцами», имел огромное влияние в Средиземноморье. «Около XVI века до н. э. влияние минойской цивилизации на материке было очень заметным». Очевидно, в эту эпоху расцвета и могущества Крита и был построен «Дом Лилий». Минойская цивилизация, скорее всего, не была воинственной, археологами найдено очень мало боевого оружия и доспехов. Вероятно, её основе её могущества была торговая и культурная гегемонии.
Около 1500 года до н. э. произошло сильнейшее извержение вулкана Фера, последующее землетрясение и вызванная им волна цунами стали крупнейшей катастрофой древнего мира. Флот Крита, его опора, был уничтожен. Следы пепла и пемзы были обнаружены и в Амнисе, свидетельства же подлинного масштаба разрушений погребены на дне моря.
В районе 1450 г. до н. э. вилла сгорела, как и все остальные постройки на острове, за исключением Кносса. Обычно это связывают с переходом Крита под власть микенских греков. Название Амнис[сос] (как и Кносс[ос], в оригинале оканчивается на -ссос) не греческое. Вероятно, микенцы не стали его менять после того, как остров перешёл под их контроль.